# Belfahy
Belfahy är en kommun i departementet Haute-Saône i regionen Bourgogne-Franche-Comté i östra Frankrike. Kommunen ligger i kantonen Mélisey som tillhör arrondissementet Lure. År 2022 hade Belfahy 84 invånare.

## Befolkningsutveckling
Antalet invånare i kommunen Belfahy
| Referens: INSEE |